# Boy For Rent
Boy For Rent (em tailandês:  ผู้ชายให้เช่า; RTGS: Phuchay Hai Chaw) é uma telenovela tailandesa produzida pela GMMTV e exibida pela One31 de 10 de maio a 2 de agosto de 2019, estrelada por Sananthachat Thanapatpisal, Sarunchana Apisamaimongkol, Tanutchai Wijitwongthong e Thanat Lowkhunsombat.

## Elenco

### Elenco principal
- Sananthachat Thanapatpisal (Fon) como Smile
- Sarunchana Apisamaimongkol (Aye) como Liz
- Tanutchai Wijitwongthong (Mond) como Badz
- Thanat Lowkhunsombat (Lee) como Kyro

### Elenco de apoio
- Apichaya Saejung (Ciize) como Onnie
- Sutthipha Kongnawdee (Noon) como Tam
- Jirakit Kuariyakul (Toptap) como Tan
- Chatchawit Techarukpong (Victor) como Jayden
- Suttatip Wutchaipradit (Ampere) como Jenny

### Elenco de convidados
- Wanwimol Jensawamethee (June) como a irmã mais nova de Badz
- Nutchapon Rattanamongkol (Nut)
- Sarunthorn Klaiudom (Mean) como Run

## Trilha sonora
| Título da música | Título romanizado                       | Artista(s)                                                  | Ref.  |
| ---------------- | --------------------------------------- | ----------------------------------------------------------- | ----- |
| เจ้าหญิงของใครสักคน | Saen Dee Kae Luang Wok Von Reu Jing Jai | Sarunchana Apisamaimongkol (Aye)                            | [ 3 ] |
| ไม่ใช่เรื่องสมมติ     | Mai Chai Reuang Som Mut                 | Jirakit Thawornwong (Mek)                                   | [ 4 ] |
| ที่สุดในโลก         | Tee Soot Nai Lohk                       | Thanat Lowkhunsombat (Lee) Sarunchana Apisamaimongkol (Aye) | [ 5 ] |
| นี่แหละความรัก      | Nee Lae Kwahm Ruk                       | Tanutchai Wijitwongthong (Mond)                             | [ 6 ] |